# Model d'elements concentrats

Representació d'un model agrupat format per una font de tensió i una resistència.

El model d'elements concentrats (també anomenat model de paràmetres concentrats o model de components concentrats) simplifica la descripció del comportament dels sistemes físics distribuïts espacialment, com els circuits elèctrics, en una topologia formada per entitats discretes que aproximen el comportament dels sistemes distribuïts. sistema sota determinades hipòtesis. És útil en sistemes elèctrics (inclosa l'electrònica), sistemes multicossos mecànics, transferència de calor, acústica, etc. Això es pot contrastar amb sistemes de paràmetres distribuïts o models en què el comportament es distribueix espacialment i no es pot considerar localitzat en entitats discretes.
Matemàticament parlant, la simplificació redueix l'espai d'estats del sistema de la següent manera:
- El sistema té una dimensió finita.
- El model de temps i espai continu del sistema físic es modela mitjançant equacions diferencials ordinàries (ODE), en lloc d'equacions diferencials parcials (PDE).
- Les equacions diferencials tenen un nombre finit de paràmetres.

La disciplina de la matèria concentrada és un conjunt de supòsits imposats en enginyeria elèctrica que proporciona la base per a l'abstracció de circuits concentrats utilitzada en l'anàlisi de xarxes. Les limitacions autoimposades són:
1. El canvi del flux magnètic en el temps fora d'un conductor és zero.

{\displaystyle {\frac {\partial \phi _{B}}{\partial t}}=0}
1. El canvi de càrrega en el temps dins dels elements conductors és zero. {\displaystyle {\frac {\partial q}{\partial t}}=0}
2. Les escales de temps del senyal d'interès són molt més grans que el retard de propagació de les ones electromagnètiques a través de l'element agrupat.

Els dos primers supòsits donen lloc a les lleis del circuit de Kirchhoff quan s'apliquen a les equacions de Maxwell i només són aplicables quan el circuit està en estat estacionari. La tercera hipòtesi és la base del model d'elements agrupats utilitzat en l'anàlisi de xarxes. Hipòtesis menys severes donen lloc al model d'elements distribuïts, tot i que encara no requereixen l'aplicació directa de les equacions de Maxwell completes.